# 사루와다역
사루와다역(일본어: 猿和田駅)은 일본 니가타현 고센시에 위치한 동일본 여객철도 반에쓰사이선의 철도역이다. 단선 승강장 1면 1선의 구조를 갖춘 지상역이다.

## 역 주변
- 국도 제290호선

## 역사
- 1951년 4월 1일 : 니쓰 - 마로오시 간 가스카 운전 개시에 의해, 가스카 정류소로서 개설.
- 1955년 8월 15일 : 일본국유철도의 역으로서 개업.
- 1985년 3월 14일 : 무인화.
- 1987년 4월 1일 : 일본국유철도 분할 민영화에 의해, 동일본 여객철도가 승계.
- 2009년 9월 16일 : 역사 개축.
- 2014년 3월 15일 : 같은 날 다이어 개정으로 마로오시 - 고센 간의 낮 1회 왕복이 감편되어, 대신에 시간대가 근접하는 쾌속 '아가노' 하행선 정차를 개시.

## 인접 역
| 동일본 여객철도 ■ 반에쓰사이선 | 동일본 여객철도 ■ 반에쓰사이선 | 동일본 여객철도 ■ 반에쓰사이선 |
| ------------------------------ | ------------------------------ | ------------------------------ |
| 마오로시 고리야마 방면         | ■ 반에쓰사이선                 | 고센 니쓰 방면                 |